# Czarni Radom

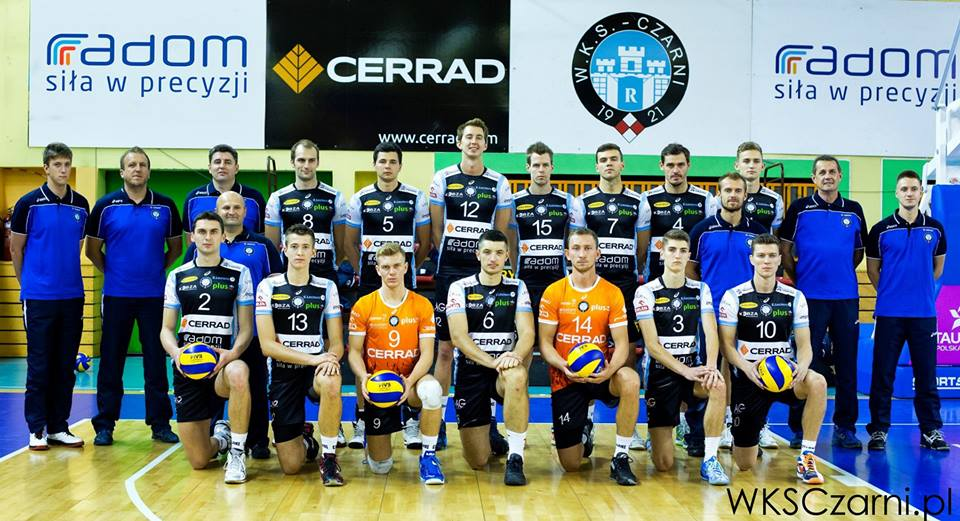
Zawodnicy Cerradu Czarni Radom w sezonie 2014/2015

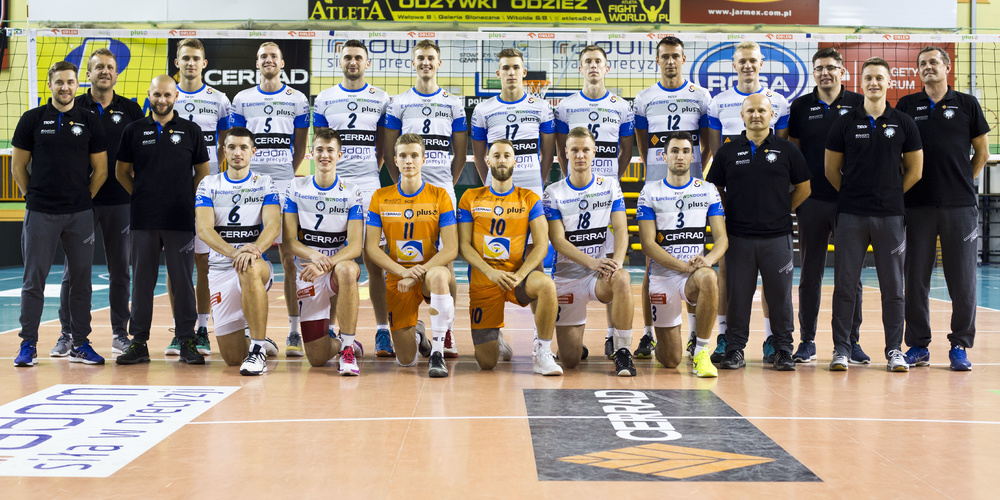
Zawodnicy Cerradu Czarni Radom w sezonie 2016/2017

WKS Czarni Radom SA – polski klub siatkarski z siedzibą w Radomiu, założony w 1921. 2 lata po założeniu przekształcił się w Wojskowy Klub Sportowy. Początkowo jego działalność sprowadzała się wyłącznie do piłki nożnej, ale w latach 70. wiodącą sekcją została piłka siatkowa. W 1997 klub przekształcony został w jednosekcyjny.
Siatkarze zdobyli Puchar Polski w 1999, a także 2-krotnie wywalczyli brązowy medal mistrzostw kraju w 1994 i 1995. W 2002, po 18 sezonach w najwyższej klasie ligowej, spadli po raz pierwszy w swojej historii do niższej klasy rozgrywek. W 2003 z powodu zadłużeń stowarzyszenie zostało rozwiązane. W 2007 nowo powstałe Radomskie Centrum Siatkarskie przejęło tradycję Wojskowego Klubu Sportowego. W 2013 Czarni zostali mistrzem I ligi i otrzymali zaproszenie do PlusLigi. Po sezonie 2023/2024 klub spadł do rozgrywek I ligi.

## Historia

### Chronologia nazw
- 1921: Klub sportowy (KS) Czarni Radom
- 1923: Wojskowy Klub Sportowy (WKS) Czarni Radom
- 1997: Warka Strong Club WKS Czarni Radom (przekształcenie klubu w jednosekcyjny)
- 2001: Nordea WKS Czarni Radom
- 2002: WKS Czarni Radom
- 2007: Radomskie Centrum Siatkarskie (RCS) Radom (powołanie nowego stowarzyszenia, reaktywacja klubu po 5 latach)
- 2008: RCS Czarni Radom
- 2013: WKS Czarni Radom SA (powołanie do życia spółki akcyjnej)
- 2013: Cerrad Czarni Radom
- 2019: Cerrad Enea Czarni Radom
- 2023: Enea Czarni Radom[2]
- 2024: WKS Czarni Radom[3]
- 2025: Pierrot Czarni Radom[4]

### Powstanie klubu i jego początki
W 1920 roku przybył do Radomia 72 Pułk Piechoty. Kilka miesięcy później z jego inicjatywy rozpoczęto prace nad budową placu sportowego położonego przy ul. Kozienickiej (obecnie ul. Struga). Początkowo działalność sportowa garnizonu sprowadzała się do zawodów wewnątrz jednostki rozgrywanych nieregularnie. W grudniu 1921 roku został wydany pierwszy dokument, który ujmował w zakres organizacyjny wojska działalność sportową i określał kierunek jej rozwoju. Porządkował egzystencję polskich Wojskowych Klubów Sportowych i polecał rozwój ich działania w oparciu o normy krajowe. W tempie przyspieszonym zakończono budowę wojskowego placu, aby zrealizować owo zarządzenie. Wybudowane zostały: boisko piłkarskie okolone bieżnią, skocznia lekkoatletyczna i korty tenisowe.
W 1921 nastąpił rozłam sekcji piłki nożnej „Kordian” Radomskiego Towarzystwa Sportowego. Prawdopodobnie jego przyczyną był konflikt między działaczami i zawodnikami. Z Kordiana wystąpili czynni zawodnicy m.in.: Jan Bolesta, Lucjan Cieszkowski, Jerzy i Roman Domańscy, Stanisław Szaybo, Henryk Szostak i założyli Klub Sportowy „Czarni”. W tymże czasie RTS zmienił nazwę na Radomskie Koło Sportowe. W okresie międzywojennym Czarni wraz z RKS-em byli najlepszymi klubami sportowymi w Radomiu. W 1922 roku rozegrany został pierwszy mecz piłkarski między tymi klubami i zakończył się wygraną RKS-u 2:0. Czarni rozgrywali wtedy mecze towarzyskie, gdyż nie należeli jeszcze do żadnego związku sportowego. W swojej niemal całej działalności wykorzystywali sprzęt sportowy należący do 72 Pułku Piechoty. Klub zyskując coraz większą sympatię władz wojska, został włączony w struktury sportu wojskowego.

### Piłkarze w warszawskiej Klasie A

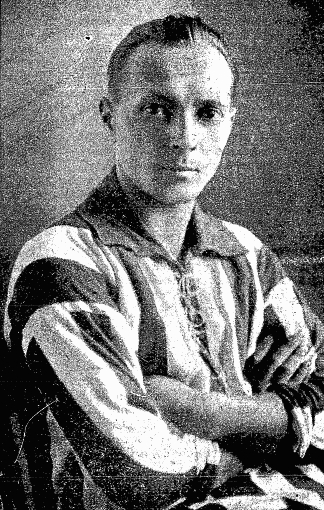
W warszawskiej klasie A jednym z czołowych zawodników Czarnych był Adam Kogut. Dwa lata przed przyjazdem do Radomia, zadebiutował w reprezentacji Polski oraz z Cracovią wywalczył pierwsze mistrzostwo Polski. Na zdjęciu jako zawodnik Cracovii.

Na początku 1923 nastąpiło przekształcenie stowarzyszenia na Wojskowy Klub Sportowy „Czarni”. Pierwszym prezesem WKS-u został płk Zajączkowski, ówczesny dowódca 72 pp. Klub objęło Dowództwo Okręgu Korpusu I Warszawa. Otrzymał również statut i regulamin zatwierdzony przez okręg, mający prawo do ingerencji w sprawy klubowe aż do jego rozwiązania i decyzji o przystąpieniu Czarnych do krajowych związków sportu. W tymże roku organizacja prowadziła sekcje: piłki nożnej, lekkoatletyki i tenisa ziemnego. W owym okresie w radomskim sporcie faworyzowana była piłka nożna. W 1923 piłkarze WKS-u wraz z RKS-em zostali zgłoszeni do powołanego w 1919 Warszawskiego Okręgowego Związku Piłki Nożnej.
W tym samym roku reprezentacja Podokręgu Radomskiego składająca się z piłkarzy Czarnych i RKS-u uzyskała następujące rezultaty: 0:3 z reprezentacją Krakowa, 0:2 z reprezentacją Warszawy i 0:2 z reprezentacją Szkół Podchorążych z Warszawy. W owym czasie klub prowadził politykę nawiązywania kontaktów z warszawskimi i krakowskimi ośrodkami sportowymi. Nawiązał również kontakt z ówczesnym zdobywcą tytułu mistrza Czechosłowacji, Slovanen Bratysława.
W 1923 Czarni Radom rozegrali decydujące spotkanie o prawo gry w Klasie B Okręgu Warszawskiego, w którym pokonali Radomskie Koło Sportowe 3:0. W zmaganiach Klasy B wywalczyli wicemistrzostwo i razem z Varsovią (Harcerski Klub) uzyskał awans do Klasy A Okręgu Warszawskiego. W 1924 roku awans do Klasy A wywalczyli: Jan Bolesta, Jerzy Cieszkowski, kpt. Comlak, Roman Domański, Tadeusz Dutkowski, Tadeusz Janas, Henryk Kamiński, kpt. Adam Kogut, Zygmunt Mazurkiewicz, Henryk Szostak, Józef Tyrk, por. Uchacz.
W swoim debiucie radomianie zajęli przedostatnie, 5. miejsce z dorobkiem 4 punktów. Wyprzedziły ich kolejno drużyny: Polonia, Warszawianka, Legia i Varsovia. W kolejnej edycji WKS ulokował się na ostatniej pozycji w grupie i spadł do niższej ligi. Nie pomogło nawet wygrana w ostatnim meczu z Legią Warszawa. Zwycięzca grupy warszawskiej – Polonia – następnie w fazie finałowej wywalczył tytuł wicemistrza kraju. Po spadku klub opuściło kilku najlepszych graczy, m.in.: por. Uchacz, kpt. Adam Kogut, kpt. Coplak.
Później piłkarze grali w rozgrywkach okręgowych, a w międzyczasie wielokrotnie zmieniał się system rozgrywek. W 1931 Czarni obchodzili 10-lecie swojego istnienia. W czasie uroczystości związanych z tą rocznicą przedstawione zostały dorobek sportowy oraz praca wychowawcza prowadzona przez zarząd. Zespół piłkarzy, wiodąca sekcja w klubie, uświetniając uroczystość, rozegrał mecz towarzyski z I-ligową Cracovią i uległ jej 1:5. W latach 30. piłkarze WKS-u stanowili trzon drużyny reprezentacji Radomia. Co więcej, zawodników z ul. Kozienickiej wybrano sparing-partnerem dla reprezentacji Polski, która przygotowywała się do rywalizacji z Węgrami w sierpniu 1939. Radomianie ponieśli porażkę 0:4. Był to ich ostatnie spotkanie rozegrane kilka dni przed wybuchem II wojny światowej.
W okresie wojennym Czarni wraz z innymi radomskimi klubami: RKS, Broń, Kolejarz oraz żydowskimi: Jutrznia, Nordyja, Hapoel, Barkochba i Makabi, potajemnie gromadzili się na łąkach, rozgrywając tam mecze. Niemcy ogłosili wówczas zakaz jakiejkolwiek działalności związkom sportowym.
W 1945, tuż po wyzwoleniu, została odrodzona działalność Czarnych Radom z prezesem Romanem Sztajgerwaldem. Po wojnie Wojskowi występowali zazwyczaj w rozgrywkach na 3. poziomie ligowym, najpierw w lidze okręgowej, a następnie w nowo powołanej III lidze. W sezonie 1964/65 po zajęciu 2. miejsca ligi okręgowej województwa kieleckiego zakwalifikowali się do rozgrywek barażowych, w których walczyli o prawo gry w II lidze. Mając na koncie 4 zwycięstwa, 3 remisy i 3 porażki, uplasowali się na 4. miejscu w klasyfikacji końcowej i tym samym nie wywalczyli awansu do wyższej klasy.
Ze względu na powołanie sekcji siatkarskiej i przede wszystkim awansu siatkarzy do Ekstraklasy piłka nożna przestała być wiodącą dyscypliną w klubie. W 1989 po spadku piłkarzy z III ligi sekcja piłkarska została rozwiązana.

### Początki siatkarzy w rozgrywkach
W 1957 zarząd klubu zgłosił do rozgrywek mistrzowskich sekcję męskiej siatkówki. Zespół oparty na podchorążych Oficerskiej Szkoły Lotniczej im. Żwirki i Wigury w Radomiu wystartował w nich sezon później. Drużyna zajęła 2. miejsce w rozgrywkach kieleckiej klasy A, po czym została wycofana z rozgrywek. W 1965 do użytku został oddany klubowy ośrodek sportowy przy ulicy Lubelskiej. Odnowiona sala gimnastyczna pozwoliła na wznowienie działalności.
20 maja 1979 na turnieju w Chojnicach Czarni Radom pod dowództwem Jana Skorżyńskiego wywalczyli awans do II ligi, a oprócz radomian do wyższej klasy awansowały: Stal Stocznia Szczecin, Wifama Łódź i Jastrzębie Borynia. Historyczny sukces odniosła drużyna oparta na własnych wychowankach, uczniach radomskich szkół średnich oraz kilku żołnierzach odbywających służbę wojskową w Radomiu. Zespół tworzyli wówczas: Andrzej Skorupa, Tomasz Gałczyński, Ryszard Laskowski, Ryszard Pisarek, Jarosław Trochimiuk, Zbigniew Janikowski, Witold Poinc, Janusz Tomaszewski, Robert Mach, Jacek Gagacki, Roman Murdza i Ryszard Kotala.

### Siatkarze Pawła Blomberga w drodze do Ekstraklasy

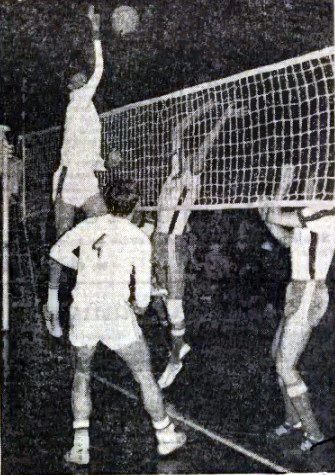
Siatkarze Czarnych Radom w akcji. Sezon 1982/83

W trakcie sezonu 1981/82 nowym trenerem został 28-letni Paweł Blomberg. Pod jego kierunkiem Czarni zajęli 2. miejsce w tabeli końcowej II ligi, ustępując awans Chełmcowi Wałbrzych. Przed kolejną edycją rozgrywek szkoleniowiec oznajmił, że interesuje go tylko „wejście” do Ekstraklasy. W I rundzie Czarni wygrali wszystkie mecze, po czym niespodziewanie ponieśli porażkę ze Stoczniowcem Gdańsk. U siebie pokonali najgroźniejszego rywala Stal Stocznię Szczecin, ale w Szczecinie na zakończenie rozgrywek przegrali 2-krotnie. Po raz kolejny w tabeli końcowej zostali sklasyfikowani na 2. miejscu, tym razem za szczecińską drużyną. Na ogół w 36 meczach odnieśli 33 zwycięstwa. We własnej hali 17 razy zwyciężyli 3:0 i tylko raz 3:1. Jednakże do mistrzostwa II ligi zabrakło jednego zwycięstwa.

Jeśli chodzi o nas, to nastawienie jest jedno. Nie myślimy, że może być jakiś czwarty raz. Albo wejdziemy, albo drużyna... przestanie istnieć, nie w ogóle rzecz jasna, ale w tym składzie personalnym. Ten rok to nasz konieczność, albo albo, innej możliwości nie ma. Po prostu dysponujemy drużyną, która jest w stanie, stać ją na to, żeby coś więcej osiągnąć. Tylko awans, bo tak czy inaczej, ten trzeci raz będzie tym ostatnim

Przed sezonem 1983/84 trener nie dokonał żadnych zmian w drużynie, ale już 3 tygodnie przed zakończeniem rozgrywek Czarni zapewnili sobie awans do Ekstraklasy. Zadecydowały o tym 2 zwycięskie spotkania z Wifamą Łódź rozegrane 5–6 lutego w hali na Sadkowie zakończone kolejno wynikami: 3:0 (15:7, 15:5, 15:6) i 3:1 (15:5 12:15, 15:12, 15:13). Dwumecz w Radomiu oglądał nadkomplet widzów. W następnej kolejce radomianie 2-krotnie zwyciężyli rezultatem 3:1 Stal Grudziądz. Kolejne spotkania to wygrana 3:2 i porażka 0:3 z siatkarzami RKS-u Grodziec. Zmagania ligowe Wojskowi zakończyli zwycięstwami na Posnanią 3:2 i 3:0. W tych ostatnich 6 spotkaniach zespół występował bez dwóch zawodników: Andrzeja Grzyba i Jacka Rychlickiego, powołanych do reprezentacji narodowej. W 8-zespołowej grupie druga drużyna, Wifama Łódź, w klasyfikacji końcowej miała do Czarnych 7-punktową stratę (dwa punkty za zwycięstwo) Radomski zespół tworzyli: Jacek Rychlicki, Andrzej Skorupa, Andrzej Grzyb, Jacek Gagacki, Ryszard Kotala, Romuald Pogoda, Paweł Fijałkowski, Stefan Staniszewski, Ryszard Laskowski, Janusz Tomaszewski i Janusz Kolba.

### Debiut w Ekstraklasie
Do pierwszego sezonu w Ekstraklasie Czarni przygotowali się, nie mając do dyspozycji własnej sali, ponieważ w tym czasie rozpoczął się remont obiektu przy ul. Lubelskiej. Trenowali więc w innych radomskich halach: Broni, Zrembu, WSI, a nawet jeździli na treningi do Pionek. Spotkania ligowe rozgrywano zatem w hali Broni. 27 października 1984 w debiutanckim meczu radomianie pokonali mistrza Polski, Legię Warszawa 3:1. Po rundzie zasadniczej zajęli 7. miejsce, wygrywając 8 meczów spośród 18 rozegranych. W ostatnim spotkaniu ulegli AZS-owi Olsztyn 0:3. Następnie przystąpili do rozgrywek o otrzymanie się w lidze, które zaczęli od zwycięstwa i porażki. Z kolei po 2 zwycięstwach z rzędu nad Gwardią Wrocław i Chełmcem Wałbrzych awansowali na 5. pozycję w tabeli. Zmagania zakończyli na 7. miejscu.
Przed sezonem 1985/86 Czarni obok Stoczniowca i Beskidu byli wymieniani wśród kandydatów do spadku. Sam Paweł Blomberg zapowiadał, że jego zespół będzie walczył o utrzymanie. W przygotowaniach do rozgrywek siatkarze do tej pory nie mogli dysponować, która nadal była w remoncie. Klub borykał się również z problemami kadrowymi. Drużynę opuścili: Andrzej Grzyb, Jacek Gagacki, Janusz Kolba, Ryszard Laskowski, z kolei Janusz Tomaszewski zakończył karierę. Na jednym z ligowych meczów trener miał do dyspozycji tylko jednego rezerwowego. W rundzie zasadniczej Czarni plasowali się jednak w czołowej czwórce, ale samej końcówce dali się wyprzedzić Hutnikowi Kraków. Duży wpływ na to miała nieoczekiwana porażka Stali Stocznia z krakowskim zespołem. Radomianom nie udało się odzyskać straconej pozycji, tym samym nie awansowali do play-off o miejsce 1-4. W międzyczasie kontuzji doznał Fijałkowski, a z powodu obowiązków studenckich Rychlicki pojechał do Warszawy, w związku z czym Czarni przystąpili do meczu z mistrzem Polski, Stalą Stocznia, bez 2 podstawowych zawodników. Przegrali 1:3. Po rozgrywkach play-out pozostali na 5. pozycji.

### 1987: Puchar Polski na wyciągnięcie ręki

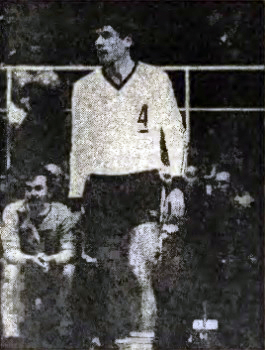
Stały rozgrywający Czarnych od 1977 – Andrzej Skorupa. Sezon 1986/87

W sezonie 1986/87 Czarni Radom zakwalifikowywali się do turnieju finałowego rozgrywanego w Lesznie w ramach Pucharu Polski. W finale zajęli 2. miejsce, ustępując Resovii, ale okazując się lepszym od Stali Nysa i Legii Warszawa. W lidze natomiast uzyskiwali gorsze wyniki. Dopiero po zwycięstwie nad Stalą Nysa w ostatniej kolejce zapewnili sobie utrzymanie w Ekstraklasie. Uplasowali się na 6. miejscu z dorobkiem 51 pkt., takim samym jak wyżej sklasyfikowana Legia. Zaledwie 1-punktową przewagę uzyskali nad dziewiątym w tabeli AZS-em Olsztyn, który spadł do II ligi.
Po odejściu trenera Pawła Blomberga do Wifamy Łódź, szkoleniowcem zespołu został 31-letni zawodnik, grający w wyjściowym składzie, Jacek Skrok. Po odejściu 2 reprezentantów Polski, Jacka Rychlickiego i Andrzeja Grzyba, nowy opiekun dysponował wąską kadrą, tworzoną przez doświadczonych zawodników. Przed rozpoczęciem rozgrywek ligowych uznał, że każde miejsce powyżej ósmego będzie sukcesem. Jednakże Czarni Radom po raz pierwszy w historii awansowali do finałowej czwórki, ale w walce o medale rywale okazali się za silni. Zajęli 4. miejsce za Hutnikiem, Stalą Stocznia i Resovią. W Pucharze Polski również uzyskali awans do finałowej czwórki. W niej rywalizację przegrali już tylko z Hutnikiem i Stalą Stocznia, kończąc rozgrywki na 3. pozycji.
W sezonie 1988/89 Czarni zajęli 5. miejsce w lidze, w 1989/90 – również piąte, a w 1990–1991 – szóste.

### 1991–1993 – drużyna bez Andrzeja Skorupy

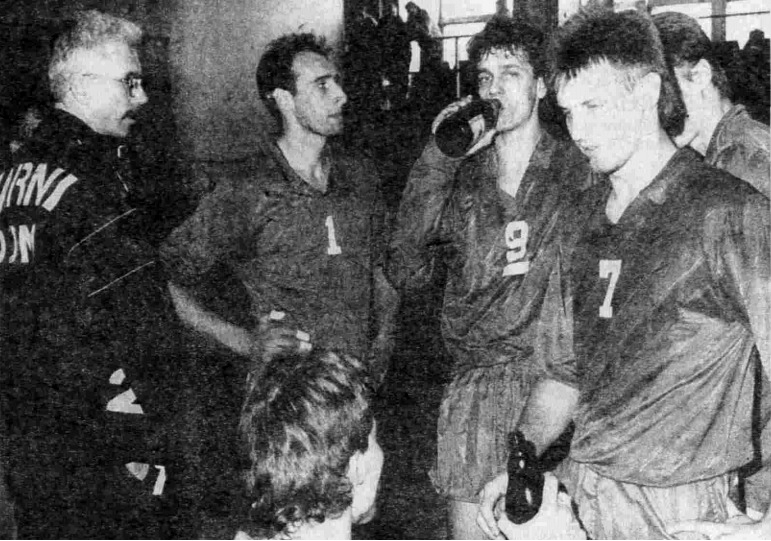
Siatkarze Czarnych w czasie meczu ze Stalą Nysa. Grudzień 1991

W sezonie 1991/92 po wielu latach gry z klubu odszedł pierwszy rozgrywający Andrzej Skorupa. Z Szachtioru Donieck Czarni sprowadzili po raz pierwszy do swojej drużyny obcokrajowców: rozgrywającego Ołeksandra Martyniuka i atakującego Wadyma Pywowarowa. Zespół postawił sobie za cel zajęcie miejsca 1-4. Początkowo w wyjściowym składzie za rozegranie odpowiedzialny był Martyniuk, ale później zastąpił go Andrzej Przeździecki. Jak stwierdził trener Skrok, siatkarzom przyzwyczajonym do „szkoły” Skorupy trudno było przestawić się na inny, wolniejszy styl rozgrywania, przez co m.in. Ryszard Kotala i Dariusz Fryszkowski nie mogli do nie końca wykorzystać swoich umiejętności. Po rundzie zasadniczej Czarni Radom zajęli 5. miejsce, tracąc 2 punkty do Chełmca Wałbrzych, zakwalifikowanego do fazy play-off. W rozgrywkach play-out okazali się najlepsi, dzięki czemu pozostali na 5. miejscu.
W 1993 radomianie minimalnie wybronili się przed spadkiem z Ekstraklasy. Utrzymanie zapewnili sobie dzięki wygranej w ostatniej kolejce fazy play-out z Jastrzębiem Borynia, zajmując 6. pozycję.

### 1993–1995 – 2-krotnie trzeci wśród najlepszych
W sezonie 1993/94 funkcję trenera przejął Łotysz Walery Jarużny, który zastąpił na tym stanowisku grającego Jacka Skroka. Po rundzie zasadniczej Czarni zajęli 2. miejsce. W fazie finałowej dali się jednak wyprzedzić Stali Nysa, tracąc do niej zaledwie 1 punkt. Co więcej, w pojedynkach z nyską drużyną odnieśli 2 zwycięstwa i 2 razy przegrali. Tym samym rywalizowali w konfrontacji o 3. miejsce z Płomieniem Sosnowiec. Dzięki zwycięstwu zdobyli po raz pierwszy w historii brązowy medal.
Sukces ten powtórzyli rok później pod kierunkiem grającego szkoleniowca Jacka Skroka. Podobnie jak w poprzednim sezonie wyższe miejsca ustąpili Yawalowi AZS Częstochowa i Stali Hochland Nysa.

### Odmłodzony zespół z rozgrywającym Pawłem Zagumnym
Po tym sukcesie zespół borykał się z ogromnymi kłopotami kadrowymi. Z poprzedniego składu odeszło 5 graczy, a wieloletni rozgrywający Czarnych, Andrzej Skorupa, nabawił się poważnej kontuzji. Na jego miejsce działacze klubu z trudem pozyskali 18-letniego Pawła Zagumnego z MKS MDK Warszawa. Wraz z 2 innymi juniorami, Krzysztofem Stańcem i Wojciechem Pietralskim, zadebiutował w drużynie Ekstraklasy. Odmłodzony zespół miał walczyć o utrzymanie się w lidze. W decydującym spotkaniu ze Stilonem Gorzów Wielkopolski po przegraniu pierwszego seta sam szkoleniowiec Jacek Skrok wszedł na boisko, pomagając drużynie zwyciężyć i ostatecznie zająć 6. miejsce.
Następnie Jacek Skrok podjął się budowy nowego zespołu. Pozostanie w klubie Pawła Zagumnego stało pod znakiem zapytania. Dopiero we wrześniu tuż przed rozpoczęciem rozgrywek podjął decyzję o przedłużeniu umowy. Po rundzie zasadniczej Czarni uplasowali się na 6. pozycji, w związku z czym przystąpili do zmagań play-out. W nich okazali się najlepsi i w klasyfikacji końcowej zajęli 5. miejsce.

### Era Warki Strong Club

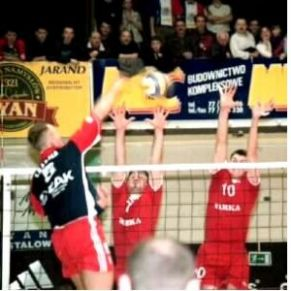
Siatkarze Czarnych Radom: Jakub Bednaruk i Adam Nowik, blokujący atak Michała Chadały w meczu z Mostostalem Azoty Kędzierzyn-Koźle. Sezon 2000/01

Uchwałą walnego zgromadzenia z 26 września 1997 przekształcono klub w jednosekcyjny i zmieniono nazwę na Warka Strong Club WKS Czarni Radom. Szkoleniowcem radomian został Edward Skorek. W 1998 siatkarze z Radomia po rundzie zasadniczej uplasowali się na 3. pozycji, mając tylko gorszy bilans setów niż wyżej notowany zespół Morza Szczecin. W fazie finałowej utrzymali pozycję ze stratą 1 pkt. do Mostostalu Azoty Kędzierzyn-Koźle, który otwierał ligową klasyfikację. Tym samym rywalizację o brązowy medali Czarni musieli toczyć z 4. drużyną finału, Stalą Hochland Nysa (do 3 zwycięstw). Pierwsze 2 mecze rozgrywane w Radomiu należały do Czarnych (oba wygrali po 3:1). Z kolei w Nysie rywale doprowadzili do remisu, odnosząc 2 zwycięstwa po 3:1. Ostatnie decydujące spotkanie na własnym parkiecie radomianie przegrali 1:3. Była to niespodziewana porażka Wojskowych, tym bardziej że rywale w tym sezonie mieli walczyć o utrzymanie. Radomskie gazety o tym wydarzeniu pisały w swoich nagłówkach: „Czarna rozpacz w Radomiu”, „Zatopieni jak Titanic”. Zmagania w Pucharze Polski Czarni Radom zakończyli na półfinale.

#### Pierwsze trofeum
Przed sezonem 1998/99 zmianie uległy zasady gry. Sety zaczęto rozgrywać do 25 punktów i zdobywało się je nie tylko przy własnej zagrywce. Wprowadzono pozycję libero, na której w radomskim zespole ustawiony został Paweł Słomka. W Pucharze Polski radomianie pokonali najpierw Bosman Morze Szczecin 3:0, po czym w półfinale podejmowali klub z Nysy. Czarni wygrali mecz po 5 setach, mimo że w tie-breaku przegrywali 7:11 i 12:14. W spotkaniu finałowym rywalizowali z Yawalem AZS Częstochowa. Dwa pierwsze sety przypadły Wojskowym. Ponadto w końcówce trzeciego prowadzili 24:22 i tym samym mieli dwa meczbole. Za drugim razem – bezbłędny do tej chwili – Artur Maroszek, mając wystawioną piłkę w górze i brak bloku, posłał piłkę w aut. Częstochowianom udało się obronić jeszcze trzeciego meczbola i potem wyrównać, a następnie 2 skuteczne akcje Damiana Dacewicza zakończyły set. Rywale przejęli inicjatywę i doprowadzili do tie-breaka. Decydująca partia zakończyła się wynikiem 15:13 na korzyść Czarnych, a zakończył ją efektywnym atakiem Artur Maroszek. Trzech graczy WKS-u otrzymało wyróżnienie. Krzysztof Śmigiel został uznany za najwszechstronniejszego zawodnika finału, Paweł Słomka za najlepszego libero, a Adam Nowik za najlepszego blokującego. Zespół tworzyli również: Paweł Boratowski, Piotr Gabrych, Marcin Kocik, Artur Maroszek, Andrzej Piotrowski, Jarosław Stancelewski, Krzysztof Staniec, Wojciech Stępień, Piotr Szymanowski. Było to pierwsze trofeum w tych rozgrywkach w historii Czarnych Radom.

#### Debiut w europejskich pucharach

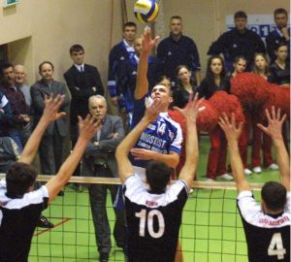
Siatkarze Czarnych blokujący atak Pawła Papke: Adam Nowik (w środku) i Maciej Pawliński (z prawej) w meczu z Mostostalem Azoty Kędzierzyn-Koźle. Sezon 2000/01

W kolejnym sezonie radomianie reprezentowali Polskę w Pucharze Europy Zdobywców Pucharów. 6 grudnia 1999, w rundzie wstępnej Czarni Radom pokonali na własnym parkiecie rumuński Petrom Ploesti 3:0. Rewanż zaś należał do Rumunów, ale radomianie ugrali w nim jednego seta, dzięki czemu awansowali do kolejnego etapu. W półfinałowej grupie A wygrali 2 spotkania spośród 7 rozegranych i zajęli 6. miejsce. Pokonali Papiron Medikemia Szeged z Węgier i Akademik Charków z Ukrainy. W 5. kolejce grupowej po porażce z Galatasaray SK stracili szansę na awans do finału, a kolejną przegraną z Cannes, obrońcą tego pucharu, zakończyli swój udział w rozgrywkach. Po zakończeniu zmagań w PZP w klubie pojawił się dług w wysokości 400 tysięcy złotych.
W klasyfikacji końcowej rozgrywek ligowych uplasowali się na 7. pozycji. Gazety donosiły, iż w drużynie panowała zła atmosfera. Na jednym z ligowych meczów doszło do rękoczynów między trenerem Edwardem Skorkiem a jego zawodnikiem Piotrem Gabrychem.
W następnym sezonie do rozgrywek radomianie przystąpili pod kierunkiem nowego trenera, Wojciecha Drzyzgi. Po meczu w Olsztynie trener wyrzucił z drużyny Gabrycha za nieodpowiednie zachowanie. W klasyfikacji końcowej fazy zasadniczej Czarni Radom zajęli 4. miejsce, mając o jeden punkt mniej od trzeciego zespołu PLS – Jastrzębia Borynia. W I fazie play-off wyeliminowali Stal Nysa, wygrywając wszystkie 3 mecze. W walce o miejsca 1-4 z drużyną Mostostalu Azoty Kędzierzyn-Koźle nie zdołali wygrać żadnego. Pierwszy mecz przegrali na wyjeździe po tie-breaku, mimo że prowadzili w setach 2:1. W rywalizacji o 3. miejsce podejmowali Jastrzębie Borynia. Pierwszy mecz zwyciężyli rywale, ale 2 kolejne zakończyły się na korzyść Czarnych. Tym samym radomianom brakowało tylko jednego zwycięstwa do wywalczenia brązowego medalu. Następne 2 mecze rozgrywane w Radomiu i Jastrzębiu-Zdroju przegrali jednak do zera i zostali sklasyfikowani na 4. miejscu. Po zakończeniu rozgrywek Wojciech Drzyzga uznał, że zawiodła psychika, a także brakowało lidera, który w trudnych chwilach poderwałby drużynę do boju. Sezon ocenił jednak pozytywnie, biorąc pod uwagę kontuzje zawodników i konflikt z Gabrychem.

### Upadek Czarnych
W 2001, po zmianie przepisów ustawy o wychowaniu w trzeźwości, przed samym startem do rozgrywek ligowych ze sponsorowania strategicznego wycofały się Browary Warka. Warka pozostała jednak sponsorem klubu, ale umowa nie była już tak obszerna. Ponadto wsparcie zadeklarowała skandynawska grupa finansowa Nordea, która została tytularnym sponsorem. Wraz z pieniędzmi z Urzędu Miasta Radomia budżet miał wynieść 3 miliony złotych. Według zapowiedzi zarządu klubu, w sezonie 2001/02 Czarni z 4 ówczesnymi reprezentantami Polski: Jarosławem Stancelewskim, Robertem Pryglem, Marcinem Kocikiem i Łukaszem Żygadło, a także byłymi „kadrowiczami”: grającym II trenerem Marianem Kardasem i Adamem Nowikiem, mieli walczyć o mistrzostwo kraju. Budżet okazał się jednak wirtualny. Prezes Jacek Nita miał tylko ustne zapewnienia sponsorów. Co więcej, wycofała się z nich Warka, przekazując klubowi 400 tysięcy zamiast obiecanych 1,2 miliona, a Nordea nie wywiązywała się z podjętych wcześniej zobowiązań. Dług w trakcie sezonu sięgnął niemal miliona złotych.
Kłopoty finansowe klubu spowodowały lawinowe odejścia w trakcie sezonu. Ponadto siatkarze otrzymali wolną rękę w poszukiwaniu nowego pracodawcy. Najpierw z drużyny odeszli: do Mostostalu – Jarosław Stancelewski, do 1044 Gwardii Wrocław Igor Woronin. Grający II trener Marian Kardas wyjechał do Niemiec, gdzie zaczął trenować Eintracht Mendig. Ze stanowiska zrezygnował również prezes Nita. Następnie Adama Nowika i Roberta Prygla pozyskała Skra Bełchatów. Jako ostatni klub opuścili: Miroslav Ćajan i Łukasz Żygadło (grający na wypożyczeniu z Galaxia Starter mBank AZS Częstochowa).
Pierwszy mecz Czarni przegrali po tie-breaku z KS Nysa 2:3. W 2. kolejce odnieśli pierwsze zwycięstwo, pokonując w Szczecinie miejscowe Morze 3:1. Zajmowali 4. miejsce, z którego spadli po rozegraniu 4. serii spotkań. Po porażkach z Mostostalem Azoty Kędzierzyn-Koźle, AZS-em Częstochowa, Skrą Bełchatów, Ivettem Jastrzębie radomianie plasowali się na 9. pozycji. Zwycięstwa nad PZU AZS Olsztyn i Stolarką Wołomin dało im awans ma 5. miejsce w lidze. 3 następne kolejki zakończyły się porażką. W 13. serii spotkań Czarni pokonali obrońcę tytułu mistrza Polski – Mostostal, grający w składzie z Jarosławem Stancelewskim. Po tym spotkaniu z funkcji trenera zrezygnował Wojciech Drzyzga, ponieważ nie otrzymał zaległych pensji wraz z premiami. Na jego zastępcę wybrano byłego siatkarza Czarnych, Andrzeja Skorupę, który jednak nie mógł poprowadzić zespołu w kolejnym meczu. W konfrontacji z AZS-em Częstochowa funkcję trenera pełnił kapitan drużyny, Krzysztof Staniec. Do końca rundy zasadniczej siatkarze pod kierunkiem Andrzeja Skorupy odnieśli tylko 1 zwycięstwo.
W klasyfikacji zajęli ostatnią pozycję, w związku z czym w walce o miejsca 9-10 do 4 zwycięstw podejmowali Morze Szczecin. Pierwszy mecz rozgrywany w Szczecinie zakończył się wynikiem 3:0 na korzyść rywali. Tydzień później Czarni wyrównali stan rywalizacji, zwyciężając w trzech setach. W kolejnych dwóch meczach na wyjeździe ponieśli porażkę, ugrywając w nich zaledwie 1 seta. 13 kwietnia we własnej hali odnieśli drugie zwycięstwo po tie-breaku. Następnego dnia przegrali 0:3 (27:29, 11:25, 23:25). Tym samym zajęli 10. miejsce i po 18 latach gry w najwyższej klasie ligowej spadli do Serii B. Był to również pierwszy w historii Czarnych spadek do niższej ligi.
Klub, borykający się z problemami finansowymi, nie był w stanie utrzymać dawnych obiektów przy ul. Lubelskiej. Dzięki pomocy władz Radomia przeniesiono siedzibę Czarnych na ul. Warzywną na Starym Mieście. W sezonie 2002/03 w klubie pracę rozpoczął nowy trener, Paweł Blomberg, który w 1984 wprowadził Czarnych do Ekstraklasy. Do drużyny powrócili związani z nią przez lata doświadczeni zawodnicy: Wojciech Stępień i Paweł Słomka. Zmagania w I lidze Serii B zakończyli na 4. miejscu.
Po zakończeniu rozgrywek działacze klubu z powodu zadłużeń podjęli uchwałę o likwidacji stowarzyszenia. Dług wynosił ponad 1,5 miliona złotych, co uniemożliwiało dalsze funkcjonowanie. Trofea zostały przekazane nowo powstałemu Radomskiemu Towarzystwo Sportowemu, które miało kontynuować tradycję WKS-u (przejął jego wszystkie zespoły). Nowy klub nie utożsamiał się jednak z Czarnymi.

### Reaktywacja po latach

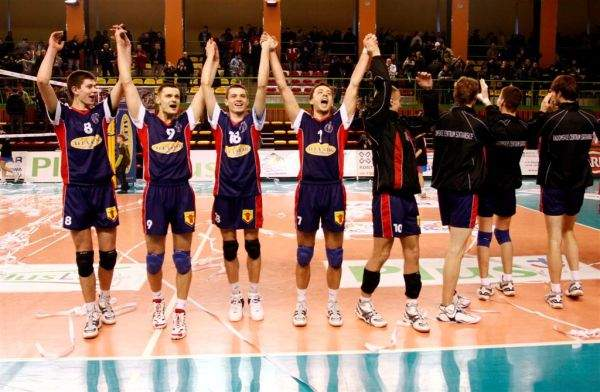
Radość Czarnych Radom po wygranym meczu ligowym w fazie zasadniczej z Fartem Kielce w sezonie 2008/2009.

W grudniu 2007 powołano Radomskie Centrum Siatkarskie, które przejęło II-ligowy zespół Jadaru i jego drużyny młodzieżowe. Zostało spadkobiercą osiągnięć i tradycji klubu z 1921. Zawarło również umowę z Jadarem Sport, dzięki której drużyny z PLS-u i II ligi mogły sobie nawzajem wypożyczać zawodników. W 2008/09 stowarzyszenie przyjęło historyczną nazwę: RCS Czarni Radom. Zespół pod dowództwem trenera Jacka Skroka zajął 2. miejsce w gr. 4. II ligi, przegrywając rywalizację w finale play-off z drużyną Farta Kielce.
27 października 2009 w Klubie Środowisk Twórczych „Łaźnia” otwarta została wystawa poświęcona 25-leciu debiutu Czarnych w Ekstraklasie. Na otwarciu wystawy, przygotowanej przez Sławomira Monika, zjawiło się wielu byłych zawodników radomskiego klubu.
W 2010 radomianie zajęli 3. pozycję, rok później 4. W czerwcu 2011 Stowarzyszenie Czarni Radom wspierające finansowo klub wyraziło zainteresowanie kupnem wystawionych na sprzedać akcji I-ligowego Jadaru Sport Radom. Ostatecznie nie zdecydowało się odkupić udziałów, ale w sezonie 2011/12 drużyna oparta na wychowankach miała postawiony cel – awans do I ligi. SCR postawiło sobie również punkt docelowy, jakim miał być powrót radomskiego klubu do ekstraklasy w ciągu 3 lat.
Po wielu latach do Czarnych wrócił wychowanek Robert Prygiel. Zespół stanowili również Marcin Kocik, Krzysztof Staniec i Paweł Biliński, którzy wraz z Pryglem występowali w radomskiej drużynie za czasów jej gry w Polskiej Lidze Siatkówki. W sezonie 2011/12 pod kierunkiem trenera Wojciecha Stępnia siatkarze awansowali na zaplecze PlusLigi, zajmując 1. miejsce w turnieju finałowym II ligi. Awans zapewnili sobie po zwycięstwach nad Kęczaninem Kęty i AKS-em Rzeszów. Przegrany mecz z AZS UAM Poznań nie miał już znaczenia dla końcowej klasyfikacji.

### Powrót do polskiej elity

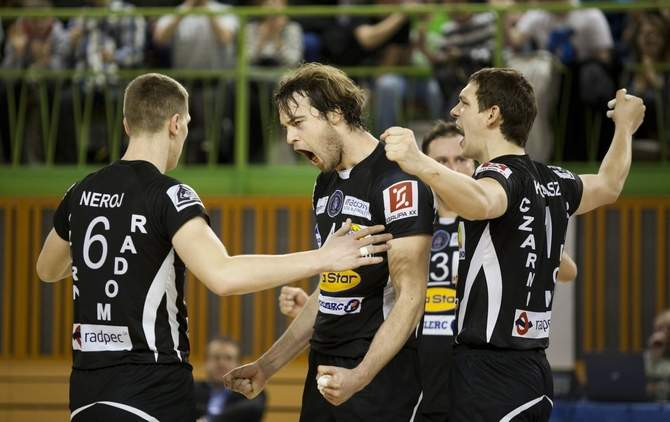
Siatkarze Czarnych Radom w sezonie 2012/13

W sezonie 2012/13 asystentem Wojciecha Stępnia został grający Robert Prygiel. Do klubu przyszli m.in. Jakub Radomski, Janusz Gałązka i Bartłomiej Neroj. W Pucharze Polski Czarni dotarli do 1/4 finału, ulegając w 2 meczach ZAKSIE Kędzierzyn-Koźle, ówczesnemu liderowi PlusLigi. W poprzednim etapie wyeliminowali przedostatni zespół najwyższej klasy ligowej Trefl Gdańsk. W lidze jako beniaminek najpierw wygrali rundę zasadniczą z przewagą 6 punktów nad BBTS Bielsko-Biała, a następnie w finale play-off pokonali BBTS w trzech meczach, zdobywając mistrzostwo I ligi. Radomską drużynę tworzyli: Maciej Kałasz, Michał Ostrowski, Jakub Radomski, Bartłomiej Neroj, Kacper Gonciarz, Bartłomiej Grzechnik, Robert Prygiel, Krzysztof Ferek, Marcin Kocik, Kamil Gutkowski, Jakub Wachnik, Janusz Gałązka, Paweł Filipowicz i Rafał Pszenny.
W czerwcu 2013 władze Profesjonalnej Ligi Piłki Siatkowej podjęły decyzję o rozszerzeniu PlusLigi w sezonie 2013/14 do 12 zespołów, dołączając do tych rozgrywek BBTS Bielsko-Biała i Czarnych Radom. Po tym sukcesie karierę zakończyli Marcin Kocik i Robert Prygiel, wychowankowie i byli reprezentanci Polski.

## Bilans sezon po sezonie
| Sezon                      | Miejsce | Uwagi                        |
| -------------------------- | ------- | ---------------------------- |
| 1984/1985 – I liga seria A | 7.      |                              |
| 1985/1986 – I liga seria A | 5.      |                              |
| 1986/1987 – I liga seria A | 6.      | 2. miejsce w Pucharze Polski |
| 1987/1988 – I liga seria A | 4.      |                              |
| 1988/1989 – I liga seria A | 5.      |                              |
| 1989/1990 – I liga seria A | 5.      |                              |
| 1990/1991 – I liga seria A | 6.      |                              |
| 1991/1992 – I liga seria A | 5.      |                              |
| 1992/1993 – I liga seria A | 6.      |                              |
| 1993/1994 – I liga seria A | 3.      |                              |
| 1994/1995 – I liga seria A | 3.      |                              |
| 1995/1996 – I liga seria A | 6.      |                              |
| 1996/1997 – I liga seria A | 5.      |                              |
| 1997/1998 – I liga seria A | 4.      |                              |
| 1998/1999 – I liga seria A | 5.      | Zdobywca Pucharu Polski      |
| 1999/2000 – I liga seria A | 7.      |                              |
| 2000/2001 – PLS            | 4.      |                              |
| 2001/2002 – PLS            | 10.     | Spadek do serii B            |
| 2002/2003 – I liga seria B | 4.      |                              |
| klub przestał istnieć      |         |                              |
| 2008/2009 – II liga        | 2.      |                              |
| 2009/2010 – II liga        | 3.      |                              |
| 2010/2011 – II liga        | 4.      |                              |
| 2011/2012 – II liga        | 1.      | Awans do I ligi              |
| 2012/2013 – I liga         | 1.      | Awans do Plusligi            |
| 2013/2014 – Plusliga       | 7.      |                              |
| 2014/2015 – Plusliga       | 9.      |                              |
| 2015/2016 – Plusliga       | 6.      |                              |
| 2016/2017 – Plusliga       | 7.      |                              |
| 2017/2018 – Plusliga       | 10.     |                              |
| 2018/2019 – Plusliga       | 5.      |                              |
| 2019/2020 – Plusliga       | 7.      |                              |
| 2020/2021 – Plusliga       | 12.     |                              |
| 2021/2022 – Plusliga       | 13.     |                              |
| 2022/2023 – Plusliga       | 15.     |                              |
| 2023/2024 – Plusliga       | 16.     | Spadek do I ligi             |
| 2024/2025 – I liga         | 6.      |                              |

Poziom rozgrywek:
     pierwszy, najwyższy ogólnokrajowy
     drugi
     trzeci

## Sukcesy
- Mistrzostwa Polski:

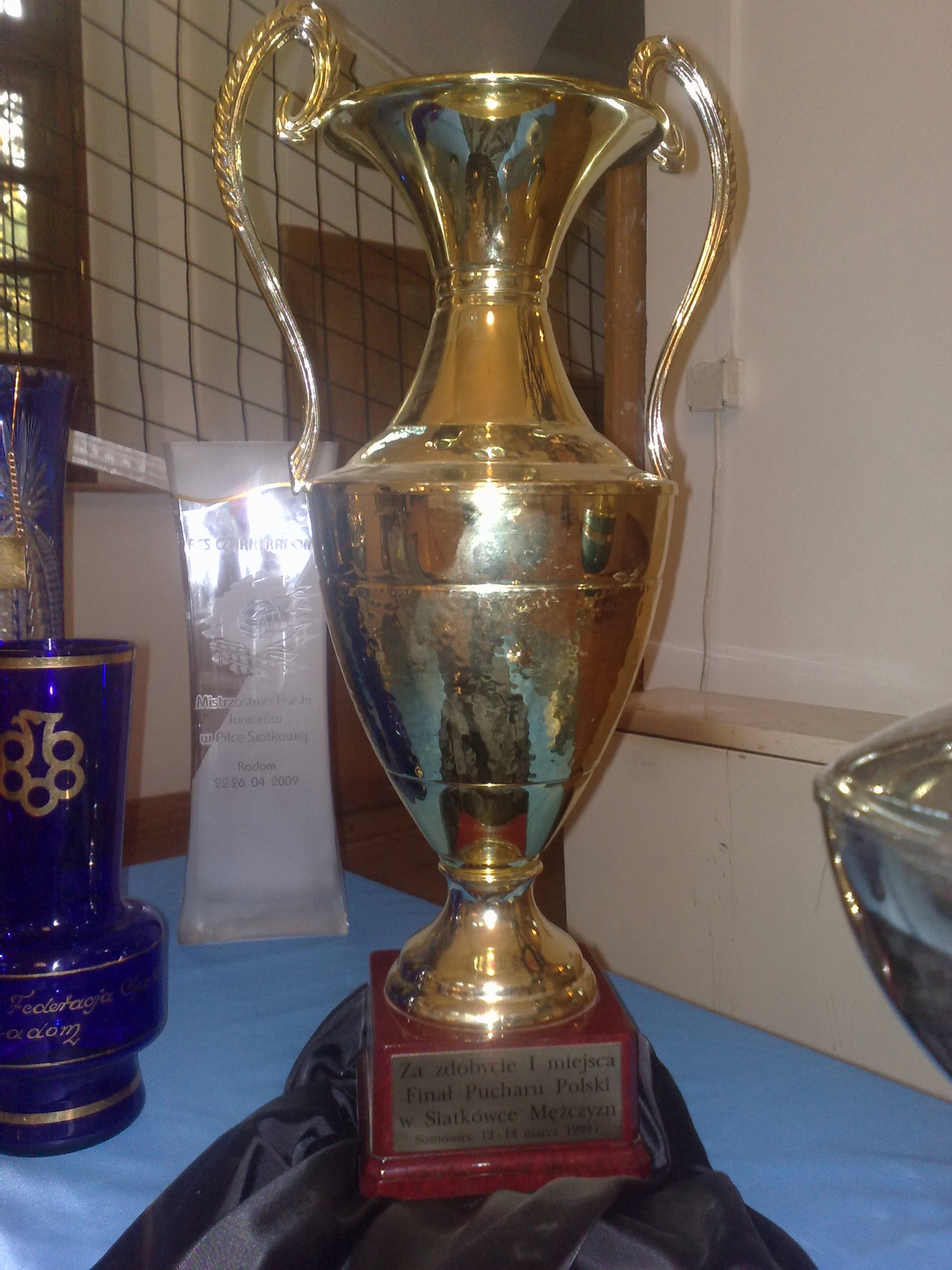
Puchar Polski zdobyty przez Czarnych w 1999 r.

  -  3. miejsce (2): 1994, 1995
- Puchar Polski:
  -  Zdobywca (1): 1999
  -  2. miejsce (1): 1987
  -  3. miejsce (3): 1991, 1994, 1998

## Występy w europejskich pucharach
| Rozgrywki                                            | Runda    | Przeciwnik                   | Wyniki   |
| ---------------------------------------------------- | -------- | ---------------------------- | -------- |
| 1999/2000 Puchar Europy Zdobywców Pucharów siatkarzy | II runda | Petrom Ploeszti              | 3:0, 1:3 |
| 1999/2000 Puchar Europy Zdobywców Pucharów siatkarzy | Grupa A  | VK Czeskie Budziejowice      | 1:3      |
| 1999/2000 Puchar Europy Zdobywców Pucharów siatkarzy | Grupa A  | Papiron-Medikémia Szeged     | 3:0      |
| 1999/2000 Puchar Europy Zdobywców Pucharów siatkarzy | Grupa A  | AEK Ateny                    | 0:3      |
| 1999/2000 Puchar Europy Zdobywców Pucharów siatkarzy | Grupa A  | Jurydyczna akademіja Charków | 3:0      |
| 1999/2000 Puchar Europy Zdobywców Pucharów siatkarzy | Grupa A  | Galatasaray SK               | 0:3      |
| 1999/2000 Puchar Europy Zdobywców Pucharów siatkarzy | Grupa A  | AS Cannes VB                 | 0:3      |
| 1999/2000 Puchar Europy Zdobywców Pucharów siatkarzy | Grupa A  | OK Crvena zvezda Belgrad     | 2:3      |

## Trenerzy
Pod kierunkiem Jana Skorżyńskiego w 1979 roku Czarni po raz pierwszy wywalczyli awans do wyższej klasy, jaką była II liga. Pięć lat później Paweł Blomberg wprowadził zespół do Ekstraklasy. Medale mistrzostw Polski radomianie zdobyli za czasów Walerija Jarużnyja (1994) i Jacka Skroka (1995). Na czele z Edwardem Skorkiem w 1999 sięgnęli po Puchar Polski.

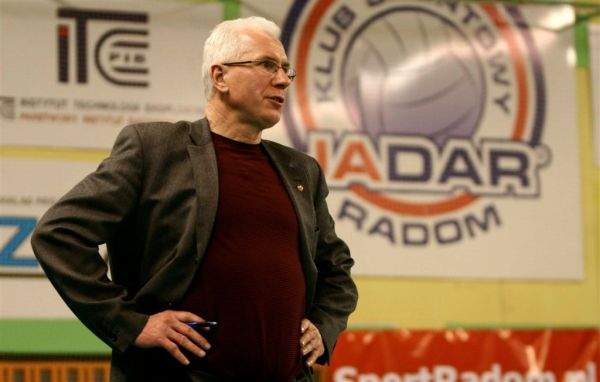
Jacek Skrok – najdłużej pracujący szkoleniowiec w Czarnych

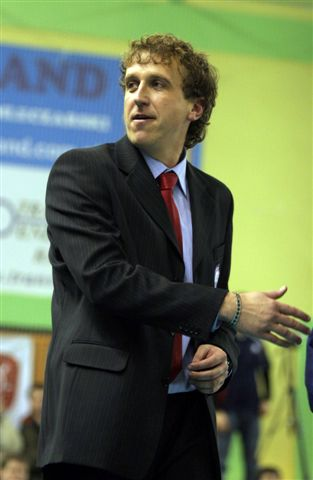
Wojciech Stępień trenerem RCS Czarnych Radom w latach 2010–2013

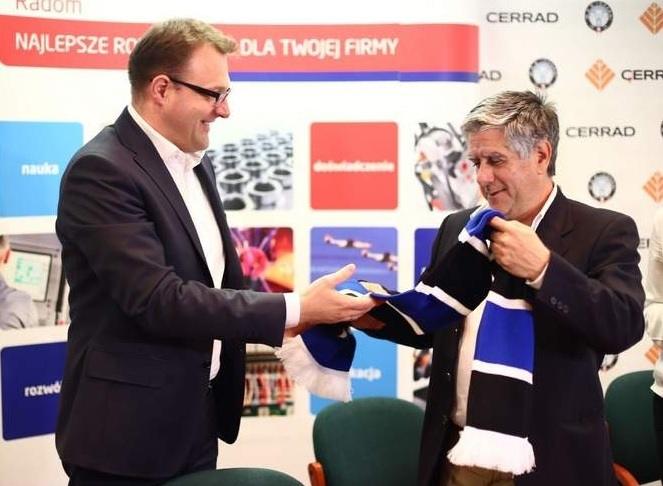
Raúl Lozano trenerem Cerrad Czarnych Radom w sezonie 2015/2016

| Sezon     | Imię i nazwisko       |
| --------- | --------------------- |
| 1958/1959 | Franciszek Ziółkowski |
| 1961/1962 | Jan Rybicki           |
| 1966/1967 | Maciej Janowicz       |
| 1967/1968 | Maciej Janowicz       |
| 1968/1969 | Maciej Janowicz       |
| 1969/1970 | Zygmunt Kądziela      |
| 1970/1971 | Zygmunt Kądziela      |
| 1971/1972 | Zygmunt Kądziela      |
| 1972/1973 | Zygmunt Kądziela      |
| 1973/1974 | Jan Skorżyński        |
| 1974/1975 | Jan Skorżyński        |
| 1975/1976 | Jan Skorżyński        |
| 1976/1977 | Jan Skorżyński        |
| 1977/1978 | Jan Skorżyński        |
| 1978/1979 | Jan Skorżyński        |
| 1979/1980 | Roman Murdza          |
| 1980/1981 | Roman Murdza          |
| 1981/1982 | Paweł Blomberg        |
| 1982/1983 | Paweł Blomberg        |
| 1983/1984 | Paweł Blomberg        |
| 1984/1985 | Paweł Blomberg        |
| 1985/1986 | Paweł Blomberg        |
| 1986/1987 | Paweł Blomberg        |
| 1987/1988 | Jacek Skrok           |
| 1988/1989 | Jacek Skrok           |
| 1989/1990 | Jacek Skrok           |
| 1990/1991 | Jacek Skrok           |
| 1991/1992 | Jacek Skrok           |
| 1992/1993 | Jacek Skrok           |
| 1993/1994 | Walerij Jarużnyj      |
| 1994/1995 | Jacek Skrok           |
| 1995/1996 | Jacek Skrok           |
| 1996/1997 | Jacek Skrok           |

| Sezon     | W klubie              | Imię i nazwisko     |
| --------- | --------------------- | ------------------- |
| 1997/1998 |                       | Edward Skorek       |
| 1998/1999 |                       | Edward Skorek       |
| 1999/2000 |                       | Edward Skorek       |
| 2000/2001 | Wojciech Drzyzga      |                     |
| 2001/2002 | Wojciech Drzyzga      | do 30.01.2002       |
| 2001/2002 | od 04.02.2002         | Andrzej Skorupa     |
| 2002/2003 |                       | Paweł Blomberg      |
| 2007/2008 | Arkadiusz Sawiczyński |                     |
| 2008/2009 | Jacek Skrok           |                     |
| 2009/2010 | Jacek Skrok           |                     |
| 2010/2011 | Wojciech Stępień      |                     |
| 2011/2012 | Wojciech Stępień      |                     |
| 2012/2013 | Wojciech Stępień      |                     |
| 2013/2014 | Robert Prygiel        |                     |
| 2014/2015 | Robert Prygiel        |                     |
| 2015/2016 | Raúl Lozano           |                     |
| 2016/2017 | Robert Prygiel        |                     |
| 2017/2018 | Robert Prygiel        |                     |
| 2018/2019 | Robert Prygiel        |                     |
| 2019/2020 | Robert Prygiel        |                     |
| 2020/2021 | Robert Prygiel        | do 14.01.2021       |
| 2020/2021 | od 14.01.2021         | Dmitrij Skoryj      |
| 2021/2022 |                       | Jakub Bednaruk      |
| 2022/2023 | do 24.11.2022         | Jacek Nawrocki      |
| 2022/2023 | od 27.11.2022         | Paweł Woicki        |
| 2023/2024 | do 19.12.2023         | Paweł Woicki        |
| 2023/2024 | od 21.12.2023         | Waldo Kantor        |
| 2024/2025 | do 23.10.2024         | Krzysztof Michalski |
| 2024/2025 | od 23.10.2024         | Dariusz Daszkiewicz |

## Skład zespołu w sezonie 2024/2025[45]
- Pierwszy trener: Dariusz Daszkiewicz
- Drugi trener: Piotr Pszczoła
- Trener koordynator:  Raúl Lozano
- Fizjoterapeuta:
- Trener przygotowania motorycznego: Piotr Pszczoła
- Trener przygotowania fizycznego: Jakub Szyszka
- Statystyk: Piotr Piotrowski
- Kierownik drużyny: Michał Ruciak
- Prezes: Wojciech Żaliński[46]

| Nr | Imię i nazwisko                   | Data ur. | Wzrost | Pozycja      |
| -- | --------------------------------- | -------- | ------ | ------------ |
| 1  | Kamil Durski (do 26.10.2024)      | 1993     | 182    | rozgrywający |
| 2  | Bartosz Sławiński                 | 2001     | 190    | rozgrywający |
| 3  | Marek Polok                       | 1999     | 207    | środkowy     |
| 4  | Jakub Serewis                     | 2005     | 198    | przyjmujący  |
| 6  | Paul Wyszynski                    | 2003     | 175    | libero       |
| 7  | Mariusz Schamlewski               | 1991     | 198    | środkowy     |
| 8  | Tomasz Kalembka                   | 1991     | 205    | środkowy     |
| 9  | Bartłomiej Kluth                  | 1992     | 210    | atakujący    |
| 11 | Patryk Szymański                  | 1995     | 205    | środkowy     |
| 12 | Jan Siemiątkowski                 | 1996     | 200    | atakujący    |
| 16 | Paweł Filipowicz                  | 1992     | 189    | libero       |
| 17 | Kristaps Smits                    | 1998     | 185    | przyjmujący  |
| 23 | Kajetan Tokajuk                   | 2000     | 198    | przyjmujący  |
| 25 | Jakub Rohnka                      | 1992     | 194    | przyjmujący  |
| 33 | Serhij Jewstratow (od 26.10.2024) | 1993     | 190    | rozgrywający |

## Obcokrajowcy w zespole
| Lata Gry                             | Imię i nazwisko       | Pozycja      |
| ------------------------------------ | --------------------- | ------------ |
| 1991–1992                            | Wadym Pywowarow       | atakujący    |
| 1991–1993                            | Ołeksandr Martyniuk   | rozgrywający |
| 2000–2001                            | Igor Woronin          | przyjmujący  |
| 2001–2002                            | Miroslav Ćajan        | przyjmujący  |
| 2013–2014                            | Jozef Piovarči        | środkowy     |
| 2013–2014                            | Wytze Kooistra        | atakujący    |
| 2013–2014                            | Adam Kamiński         | środkowy     |
| 2013–2015                            | Dirk Westphal         | przyjmujący  |
| 2014–2015                            | Mikko Oivanen         | atakujący    |
| 2014–2015                            | Jacek Ratajczak       | środkowy     |
| 2014–2016                            | Igor Grobelny         | przyjmujący  |
| 2014–2016                            | Lukas Kampa           | rozgrywający |
| 2015–2016                            | Neven Majstorović     | libero       |
| 2015–2016                            | Zack La Cavera        | atakujący    |
| 2016–2017                            | Emanuel Kohút         | środkowy     |
| 2016–2017                            | David Smith           | środkowy     |
| 2016–2018                            | Dustin Watten         | libero       |
| 2017 (od 16.11.2017) (do 31.12.2017) | Dmytro Dołhopołow     | rozgrywający |
| 2017–2018                            | Dmytro Teriomenko     | środkowy     |
| 2017–2020                            | Dejan Vinčić          | rozgrywający |
| 2018–2019                            | Reto Giger            | rozgrywający |
| 2018–2019                            | Maksim Żygałow        | atakujący    |
| 2018–2020                            | Alen Pajenk           | środkowy     |
| 2019–2020                            | Atanasis Protopsaltis | przyjmujący  |
| 2019–2021 (od 21.11.2019)            | Brenden Sander        | przyjmujący  |
| 2020–2021 (do 23.02.2021)            | Lucas Lóh             | przyjmujący  |
| 2020–2021                            | Wiktor Josifow        | środkowy     |
| 2021–2022                            | Michaël Parkinson     | środkowy     |
| 2021–2022                            | José Ademar Santana   | przyjmujący  |
| 2021–2022                            | Alexander Berger      | przyjmujący  |
| 2022 (od 25.01.2022)                 | Aleksandr Woropajew   | rozgrywający |
| 2022–2023 (do 31.01.2023)            | Maurício Borges Silva | przyjmujący  |
| 2022–2023 (od 03.12.2022)            | Matthew West          | rozgrywający |
| 2022–2023                            | Timo Tammemaa         | środkowy     |
| 2023–2024                            | Nikola Meljanac       | atakujący    |
| 2023–2024                            | Vuk Todorović         | rozgrywający |
| 2023–2024                            | Brodie Hofer          | przyjmujący  |
| 2024–                                | Paul Wyszynski        | libero       |
| 2024–                                | Kristaps Smits        | przyjmujący  |
| 2024– (od 26.10.2024)                | Serhij Jewstratow     | rozgrywający |

## Szkolenie młodzieży
Klub należy do jednych z najlepszych szkolących młodzież w Polsce. Działają w nim zespoły w każdej kategorii wiekowej. Trenuje w nich ok. 300 siatkarzy. Do osiągnięć drużyn młodzieżowych Czarnych należy wiele medali mistrzostw Polski m.in. złoto w MP Juniorów (2010, 2011), srebro w MP Juniorów (2012), srebro w MP Kadetów (2009), brąz w MP Juniorów Młodszych (1995). O sile drużyny seniorów grającej o mistrzostwo Polski często stanowią wychowankowie.

## Kibice

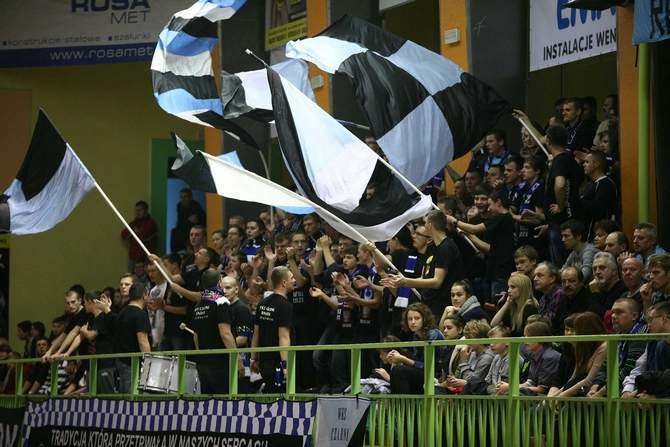
Kibice Czarnych Radom w czasie rozgrywek o mistrzostwo I ligi w sezonie 2012/13

Początkowo doping dla siatkarzy tworzyli kibice Radomiaka, najpierw w hali na Sadkowie, a potem w Hali Broni (obecnie MOSiR). Pierwsze działania mające na celu utworzenie Klubu Kibica fani WKS-u rozpoczęli na początku 1999 roku. W maju tego roku podczas turnieju Women Spring Cup stowarzyszenie liczyło już około 40 osób. Doping i atmosfera, jaką wtedy tworzyli radomscy sympatycy, określano „radomskim kotłem”.
W 2003–2007 pozostali „kibicami bez klubu”. W 2003 roku nowo powstałe na strukturach Czarnych Radomskie Towarzystwo Siatkarskie przekształciło się na Jadar RTS i nie kontynuowało historii Czarnych. Jego działacze skłócili ze sobą kibiców Czarnych, nie dotrzymując obietnicy. Wzmożona została wówczas działalność grupy Bl@ck Power działającej już wcześniej, ale utożsamiającej się z historycznym Klubem Kibica Czarni Radom. W 2005 roku fanom identyfikującym się z klubem z 1921 roku zakazano wejścia na mecze Jadaru.
Głównie za sprawą grupy kibiców w 2007 nowe stowarzyszenie Radomskie Centrum Siatkarskie przyjęło historyczną nazwę i tradycję radomskiego WKS-u. W 2010 na jednym z meczów wyjazdowych II ligi obecnych było ok. 100 sympatyków drużyny z Radomia.
Klub nie należy już do wojska, ale WKS utrzymywany jest w tradycji. Myśl przewodnia radomskich kibiców to: „Tradycja, która przetrwała w naszych sercach – wierni barwom, zawsze oddani Czarnym Radom”.

## Obiekty sportowe i siedziby

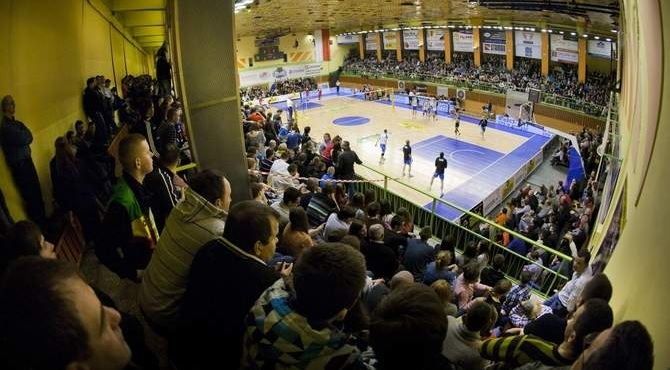
Hala MOSiR w czasie meczu Czarnych w 2012

W 1921 roku wojsko wybudowało: boisko piłkarskie okolone bieżnią, skocznia lekkoatletyczna i korty tenisowe, z których korzystali Czarni. W 1930 roku przy ul. Kozienieckiej klub posiadał: stadion piłkarski i lekkoatletyczny, korty tenisowe, strzelnicę sportową, boiska do piłki siatkowej i koszykówki. W latach 20. obiekty te były najlepsze w mieście. Do obiektów WKS-u należały później hala sportowa i basen znajdujące się na terenie portu lotniczego Radom-Sadków. Stadion KS Czarni, z którego korzystali Czarni, mógł pomieścić 10 tysięcy widzów. Po 1997 roku popadał w ruinę i na samym początku pierwszej dekady XXI wieku został zlikwidowany.
Siatkarze początkowo swoje mecze rozgrywali hali sportowej na Sadkowie. Odnowiona w 1965 roku pozwoliła na wznowienie działalności siatkarskiej. W niej Czarni rozgrywali mecze III ligi, następnie II i Ekstraklasy (odpowiednik dzisiejszej PlusLigi).
W połowie lat 90. XX wieku, swoje mecze siatkarze zaczęli rozgrywać w „Hali Broni”, przemianowanej później na Halę Sportową Miejskiego Ośrodka Sportu i Rekreacji, z której korzystają do dziś. Może pomieścić ok. 2,5 tysiąca widzów.
W roku 2022 oddana została hala sportowa – Radomskie Centrum Sportu, która może pomieścić 5000 widzów i stała się siedzibą Klubu.

### Historyczne siedziby
- Radom, ul. Kozienicka (obecnie ul. Struga) (1923-1962)
- Radom, ul. Lubelska 150 (1962-2002)
- Radom, ul. Warzywna 3/9 (2002-2003)
- Radom, ul. Gabriela Narutowicza 9 (od 2007)

## Symbole i barwy
Pierwszym herbem Czarni posługiwali się do 1997 oraz w latach 2000–2003. Znajdowały się w nim szachownica lotnicza oraz elementy herbu Radomia (w czarnym polu: szary mur z trzema wieżami o trzech blankach każda i majuskułą R). Po reaktywacji w 2007 opracowane zostało nowe logo, nawiązujące do tradycji Czarnych przed likwidacją. Powołana w 2013 spółka przyjęła herb sprzed 2003. Różni się od pierwotnego grubością obwódek i błękitnym tłem.
Barwy klubu to: błękitny, biały i czarny.

## Czarni Radom jako spółka akcyjna
W lipcu 2013 została powołana spółka akcyjna pod nazwą WKS Czarni Radom SA. Spółkę powołało Radomskie Centrum Siatkarskie Czarni Radom. Obecnie 100% akcji należy do Stowarzyszenia Czarni Radom.
Władze klubu
- Prezes: Wojciech Stępień
- Rada Nadzorcza:
  - Przewodniczący: Janusz Dasiewicz
  - Wiceprzewodniczący: Halina Bąk
  - Członkowie: Leszek Figarski

### Sponsorzy
Jednym z główny źródeł finansowych klubu jest zawiązane 28 grudnia 2010 Stowarzyszenie Czarni Radom, zrzeszająca radomskich biznesmenów. Jego przedstawiciele są także członkami spółki. W 2013 roku sponsorem tytularnym została firma Cerrad.
Pierwszy tytularnym sponsorem były w latach 1997–2001 Browary Warka należące Grupy Żywiec, a siatkarze występowali pod nazwę Warka Strong Club WKS Czarni Radom. Po zmianie przepisów ustawy o wychowaniu w trzeźwości, drużyna siatkarska musiała pozostać przy nazwie WKS Czarni Radom, w związku z czym umowa z Grupą Żywiec nie była już tak obszerna.

## Historyczne sekcje
Początkowo działalność klubu sprowadzała się wyłącznie do piłki nożnej, ale już w 1930 roku działały w nim sekcje: tenisa ziemnego, strzelecka, lekkoatletyczna, piłki siatkowej, koszykówki, pływacka i zapaśnicza. Początkowo miały charakter amatorski i nie były zgłoszone do żadnych związków sportowych. Potem dołączone zostały również boks, kolarstwo i hokej na lodzie. Pięściarzy Czarnych trenował m.in. Antoni Czortek – wicemistrz Europy i olimpijczyk. Hokeiści startowali między innymi w lidze wojewódzkiej w 1960 roku, gdzie ich rywalami byli: Górnik Szopienice, Stal Rzeszów i Cracovia. W 1997 roku na bazie zlikwidowanej sekcji pływackiej powołano MKS Wodnik Radom. Ponadto kolarze występowali pod szyldem Lotniczego Klub Sportowego Czarni. Wśród nich byli m.in. Jan Magiera i Rajmund Zieliński.